# Haley Joel Osment

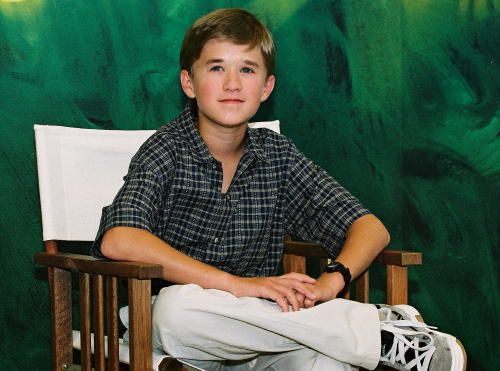
Osment în 2001

Haley Joel Osment (n. 10 aprilie 1988, Los Angeles, California, SUA) este un actor american. După o serie de roluri în televiziune și film în timpul anilor 1990, inclusiv un rol minor în Forrest Gump, Osment a devenit cunoscut pentru rolul mediumului din filmul Al Șaselea Simț regizat de M. Night Shyamalan, care i-a adus o nominalizare la Premiul Oscar pentru cel mai bun actor, fiind la acea vreme al doilea cel mai tânăr actor care a reușit această performanță. Ulterior, el a apărut în roluri principale în mai multe filme de la Hollywood, printre care A. I. Inteligenta Artificiala a lui Steven Spielberg și Dă mai departe! regizat de Mimi Leder.
El a debutat pe Broadway în 2008, în piesa „American Buffalo”, în care a jucat alături de John Leguizamo și Cedric the Entertainer. Osment este, de asemenea, cunoscut pentru dublajul din jocuri video, interpretându-i pe Sora și Vanitas în seria Kingdom Hearts.

## Viața timpurie
Osment s-a născut în Los Angeles, California, ca fiu al Tereza (născută Seifert), profesoară, și Michael Eugene Osment, un actor de teatru și film, ambii originari din Birmingham, Alabama. Osment este romano-catolic. El are un frate, o sora, actrița Emily Osment.
Osment a studiat la Școala Pregătitoare Flintridge înLa Cañada, California. În tinerețe a jucat baschet, fotbal și golf.

## Cariera
Cariera de actor a lui început la vârsta de patru ani, când mama lui l-a dus la un nou magazin apple store și au întâlnit un căutător de talente, care i-a acordat un rol într-o reclamă pentru Pizza Hut. 

## Legături externe
- Site web oficial
- Haley Joel Osment la Internet Movie Database
- Haley Joel Osment la Allmovie